# Echinodium renauldii
Espèce
Synonymes
- Sciaromium renauldii Cardot[1]

Statut de conservation UICN

 VU B1+2cd : Vulnérable
Echinodium renauldii est une espèce de plantes de la famille des Echinodiaceae.

## Publication originale
- Die Natürlichen Pflanzenfamilien I(3): 1217. 1909.